# جمعية فلسطين
تأسست جمعية فلسطين، المعروفة سابقًا باسم الجمعية السورية، في عام 1805 على يد ويليام ريتشارد هاملتون ‏ للترويج لدراسة الجغرافيا والتاريخ الطبيعي والآثار والأنثروبولوجيا في فلسطين والمناطق المحيطة بها، بهدف توضيح الكتابات المقدسة.
يبدو أن المجتمع كان نشطًا خلال السنوات الخمس الأولى فقط من وجودها. اقترح الباحثون أن التأسيس كان سابقًا لعصره نظرًا لأن البلاد كانت في المراحل الأولى من الانفتاح على النفوذ العالمي، وأن التوقيت كان غير مناسب في خضم الحروب النابليونية المستمرة. بدأ العمل العلمي في المنطقة بشكل جدي في وقت قريب من أزمة المشرق عام 1840، مع أسفار إدوارد روبنسون، وتعيين أول قنصل بريطاني في القدس وإنشاء الأسقفية الأنجليكانية الألمانية في القدس. في عام 1834، تم حل جمعية فلسطين رسميًا ودمجها في الجمعية الجغرافية الملكية.
كانت جمعية فلسطين هي الرائدة في إنشاء صندوق استكشاف فلسطين، الذي تأسس بعد 60 عامًا، في عام 1865.

## التأسيس
تأسست الجمعية في 31 مارس 1805، وعقد اجتماعها الأول المكون من 13 عضوًا في 24 أبريل 1805، حيث تقرر دون أي تفسير آخر أن الجمعية السورية "ستصبح من الآن فصاعدًا جمعية فلسطين".
تشكلت الجمعية على أساس الجمعية الإفريقية ‏ عام 1788، ووجهت استفسارات الجمعية إلى التأكد من:
- الحدود الطبيعية والسياسية للمقاطعات المتعددة ضمن هذه الحدود؛
- الأوضاع الطبوغرافية والمميزة للمدن والقرى؛
- مجاري الأنهار والجداول؛
- سلاسل الجبال؛
- المنتجات الطبيعية للأراضي المقدسة وحدودها؛
- كل خصوصية تربتها ومناخها ومعادنها؛
- توضيح الآثار اليهودية والسورية.

كان الاهتمام البريطاني بفلسطين قد تزايد بسبب الحملة الفرنسية على مصر وسوريا (1798-1801). ناقش الباحثون ما إذا كان تأسيس المجتمع مدفوعًا أساسًا بدوافع دينية وروحية، أو بالأحرى "أعيد تشكيله، وإعادة انتشاره، وإعادة توزيعه" في إطار استشراق علماني.

## النشر

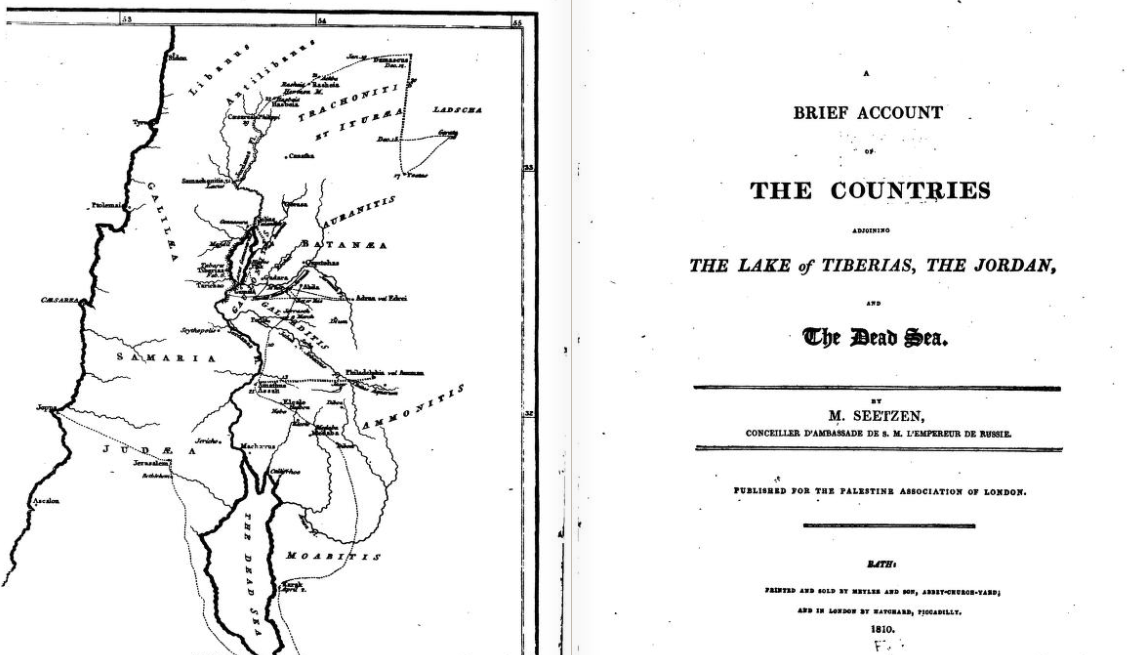
الغلاف الأمامي وخريطة لمنشور الجمعية عام 1810

في عام 1810، نشرت الجمعية تقريرًا عن أسفار أولريخ ياسبر زيتسن، بعنوان "تقرير موجز عن البلدان المجاورة لبحيرة طبريا والأردن والبحر الميت" في مقدمة المنشور، أشار المحررون إلى أننا "نستخدم كلمة فلسطين ليس بمعناها المقيد لمقاطعة أو جزء من يهودا، ولكن بمعناها الواسع لفهم جميع البلدان الواقعة على جانبي نهر الأردن، والتي تسكنها قبائل إسرائيل".

## أعضاء بارزون

### الأعضاء المؤسسون
- وليام ريتشارد هاميلتون[5]
- أنتوني هاميلتون، رئيس شمامسة كولشيستر، والد ويليام ريتشارد هاملتون والرئيس الأول للمجتمع[5]
- جورج هاملتون غوردون، أول أمين خزانة للجمعية، ثم رئيسًا، ولاحقًا رئيس وزراء المملكة المتحدة[5]
- توماس ويليام رايت، الزميل الراحل بكلية كوينز والسكرتير الأول للجمعية[5]
- هنري رايدر[5]
- جون هوكينز[5]
- وليام كوكبيرن[5]
- جون براند[5]
- ألكسندر دالريمبل[5]
- وليام جورج براون[5]
- ويليام دروموند، سفير سابق في الدولة العثمانية[5]
- جون سبنسر سميث[5]

### أعضاء بارزون آخرون
- جيمس رينيل[5]
- دودلي رايدر، إيرل هاروبي الأول[5]
- ريتشارد رايدر[5]
- بارثولوميو فرير[5]
- وليام فرير[5]
- جوزيف بانكس[5]>
- الأدميرال سيدني سميث[5]
- جورج أنيسلي، إيرل ماونتنوريس الثاني[5]
- توماس بروس، إيرل إلجين السابع (من شهرة رخاميات إلغن)[5]
- ثلاثة أفراد من عائلة غولدسميد[5]

## للاستزادة
- Silberman N A (1982), Digging for God and country: exploration,archaeology, and the secret struggle for the Holy Land 1799–1917, Alfred Knopf, New York
- مقتنيات جمعية فلسطين في الأرشيف الوطني البريطاني